# Термистор
Термистор је тип отпорника чији се електрични отпор мијења са промјеном температуре. Због те особине, налази примјену као сензор (осјетило) температурних промјена.
Нажалост, зависност отпора од температуре је не-линеарна, што отежава коришћење термистора. Са друге стране, осјетљивост је велика и на мале промјене температуре. Због тих особина, термистори се највише користе тамо гдје је потребно тестирање горње и доње граничне температуре, а не за мјерење исте.
Термистор је сачињен од пулупроводног материјала, обично неке врсте металног оксида.

## Начин употребе
Термистор се може поставити у отпорни мост или напонски дјелитељ. Код напонског дјелитеља (на слици), промјена отпора са температуром доводи до промјене излазног напона, што се лако региструје волтметром или даље обрађује аналогно-дигиталним претварачем.

## Врсте
Главна подјела је на термисторе са позитивним (позитивни температурни коефицијент, ПТК) и негативним (НТК) температурним коефицијентом. Ако се отпор повећава са повећањем температуре, то је ПТК термистор. У супротном случају имамо НТК термистор.

## Само-загријавање и уништење
При ниским температурама, и врло мале струје кроз термистор могу да произведу довољно топлоте
да долази до повишења температуре истог и смањења отпора. Ово смањење отпора узрокује још већу струју кроз термистор, и долази до ефекта лавине, који може да уништи термистор (у најгорем случају) или да доведе до погрешног мјерења.
Због ових потешкоћа, термистор треба бити редно (серијски) повезан са обичним отпорником у напонски дјелитељ или мост, и струја кроз термистор треба бити минимизирана.

## Добре особине
- мале димензије
- ниска цијена
- велика осјетљивост на промјене температуре
- брза реакција

## Лоше особине
- Нелинеарна Р-Т карактеристика
- Ограничен температурни опсег
- Грешке мјерења, могуће уништење, због само-загријавања